# Raad voor de leefomgeving en infrastructuur
De Raad voor de leefomgeving en infrastructuur (Rli) is een adviescollege voor de Nederlandse regering en het parlement op het brede domein van de fysieke leefomgeving. De Raad is ingesteld bij wet van 17 januari 2012 die op 11 februari 2012 in werking trad.

## Taken en ontstaan
De taak van de raad is het zowel gevraagd als ongevraagd adviseren van de regering en beide kamers der Staten-Generaal over strategische beleidsvraagstukken inzake de duurzame ontwikkeling van de leefomgeving en infrastructuur. Het betreft de beleidsterreinen van het ministerie van Infrastructuur en Waterstaat, het ministerie van Economische Zaken, het ministerie van Landbouw, Visserij, voedselzekerheid en Natuur, het ministerie van Klimaat en Groene Groei, het ministerie van Volkshuisvesting en Ruimtelijke ordening en het ministerie van Binnenlandse Zaken en Koninkrijksrelaties. Concreet gaat het om de volgende thema's: wonen, ruimtelijke ordening, ruimtelijk-economische ontwikkeling, milieu (inclusief klimaat en externe veiligheid), waterbeheer, natuurbescherming, landbouw en voedsel (kwaliteit), verkeer en vervoer en energie-infrastructuur).
De raad stelt jaarlijks een werkprogramma op dat wordt vastgesteld door de bewindslieden van Infrastructuur en Waterstaat (IenW), Economische Zaken  (EZ), Landbouw, Visserij, voedselzekerheid en Natuur (LVVN), Klimaat en Groene Groei (KGG), Volkshuisvesting en Ruimtelijke ordening (VRO) en Binnenlandse Zaken en Koninkrijksrelaties (BZK).

## Samenstelling
De raad bestaat uit twaalf door het kabinet aangestelde leden, inclusief de voorzitter en twee leden van de Evaluatiecommissie Omgevingswet (EcO). De leden zijn onafhankelijk en worden voor een periode van vier jaar benoemd op basis van hun maatschappelijke kennis en ervaring. Zij komen uit de kringen van het openbaar bestuur, het bedrijfsleven en de wetenschap. Lid zijn Jan Jacob van Dijk (voorzitter), Jeanet van Antwerpen, Renée Bergkamp, Joks Janssen, Jantine Kriens, Krijn Poppe, Karin Sluis, Erik Verhoef Leentje Volker, André van der Zande, Jeroen Niemans (EcO) en Hanna Tolsma (EcO).
De raad heeft voor de vierde zittingsperiode 2024-2028 de volgende junior-raadsleden aangesteld: Tim van Dijke, Eva van Genuchten, Marnix Kluiters. Met het aanstellen van junior-raadsleden wil de raad de kennis en ervaring van jongere generaties laten doorklinken in zijn werk. Zij nemen deel aan alle werkzaamheden van de raad.
De Kaderwet adviescolleges geeft aan dat de Rli elke vier jaar een evaluatie moet uitvoeren. Op 1 augustus 2016 eindigde de eerste zittingstermijn (2012-2016) van de raad, op 1 augustus 2020 eindigde de tweede zittingsperiode (2016-2020) en op 1 augustus 2024 eindigde de derde zittingsperiode (2020-2024).

## Totstandkoming advies
De raad komt maandelijks bijeen. Deze bijeenkomsten vormen het hart van het raadswerk: lijnen voor de adviezen worden uitgezet, het gezamenlijk werkprogramma en de voortgang besproken, de conceptadviezen bediscussieerd en vastgesteld. Voor ieder adviesonderwerp stelt de raad een commissie van raadsleden samen, aangevuld met externe deskundigen. Deze groep, ondersteund door medewerkers van het secretariaat van de raad, bereidt het advies voor. De adviezen komen in een open proces met de omgeving tot stand. Om inzichten, standpunten en informatie te vergaren, oriënteert de raad zich extern door middel van: interviews, werkbezoeken, workshops, discussiebijeenkomsten, expert meetings, rondetafelgesprekken, literatuurstudie, et cetera. Na accordering door de raad zijn de adviezen openbaar.